# Caproni Ca.311
Le Caproni Ca.311 est un avion de reconnaissance fabriqué par Caproni en Italie avant et pendant la Seconde Guerre mondiale. Il pouvait aussi servir de bombardier léger, pouvant emporter 400 kg de bombes.

## Sa conception
Produit en 335 exemplaires, le Caproni Ca.311 est une variante issue du prototype d'avion de ligne Ca.306 de 1935 et plus directement d'une modification du Bombardier Ca.310. C'est un monoplan à aile basse cantilever de conception classique. Sa conception particulière est constituée de train d'atterrissage rétractable du Ca.310, ainsi que le nez fortement vitré qui avait été testé sur le prototype du Ca.310bis. 
Les principales modifications concernent le déplacement de la tourelle dorsale à l'arrière du poste de pilotage et le vitrage supplémentaire ajouté tout au long du fuselage.

## Son emploi
Le Ca.311 devient opérationnel à partir de l'automne de 1940, opérant dans le ciel du secteur gréco-albanais. Des départements d'observation aérienne équipés avec ce modèle sont dépêchés en Afrique septentrionale et à partir du printemps 1941 sur le front Russe avec un rôle d'observation, liaison et appui tactique. D'une façon générale, le Caproni Ca.311 est présent sur tous les fronts où l'Italie est engagée, hormis l'Afrique orientale.
Au cours des dernières années de guerre, le Ca.311 est progressivement remplacé par le Ca.313 (en) équipé d'un moteur plus puissant.
En 1942, la Croatie reçoit 10 Caproni Ca.311M qui avaient été commandés et payés par le royaume de Yougoslavie.

## Variantes
Ca.311
première version produite en série avec museau de cabine complètement vitré.
Ca.311M
Abandon du museau de cabine complètement vitré.

## Armement
- 1 mitrailleuse fixe  Breda-SAFAT (7,7 mm) (tir vers l'avant) - située dans l'aile gauche
- 1 mitrailleuse Breda-SAFAT (7,7 mm) - tourelle dorsale
- 1 mitrailleuse Breda-SAFAT mitrailleuse (7,7 mm) (tir vers l'arrière) - trappe ventrale
- 400 kg de bombes